# Dornbusch-Wolfsmilch
Die Dornbusch-Wolfsmilch (Euphorbia acanthothamnos) ist eine Pflanzenart aus der Gattung Wolfsmilch (Euphorbia) in der Familie der Wolfsmilchgewächse (Euphorbiaceae).

## Beschreibung

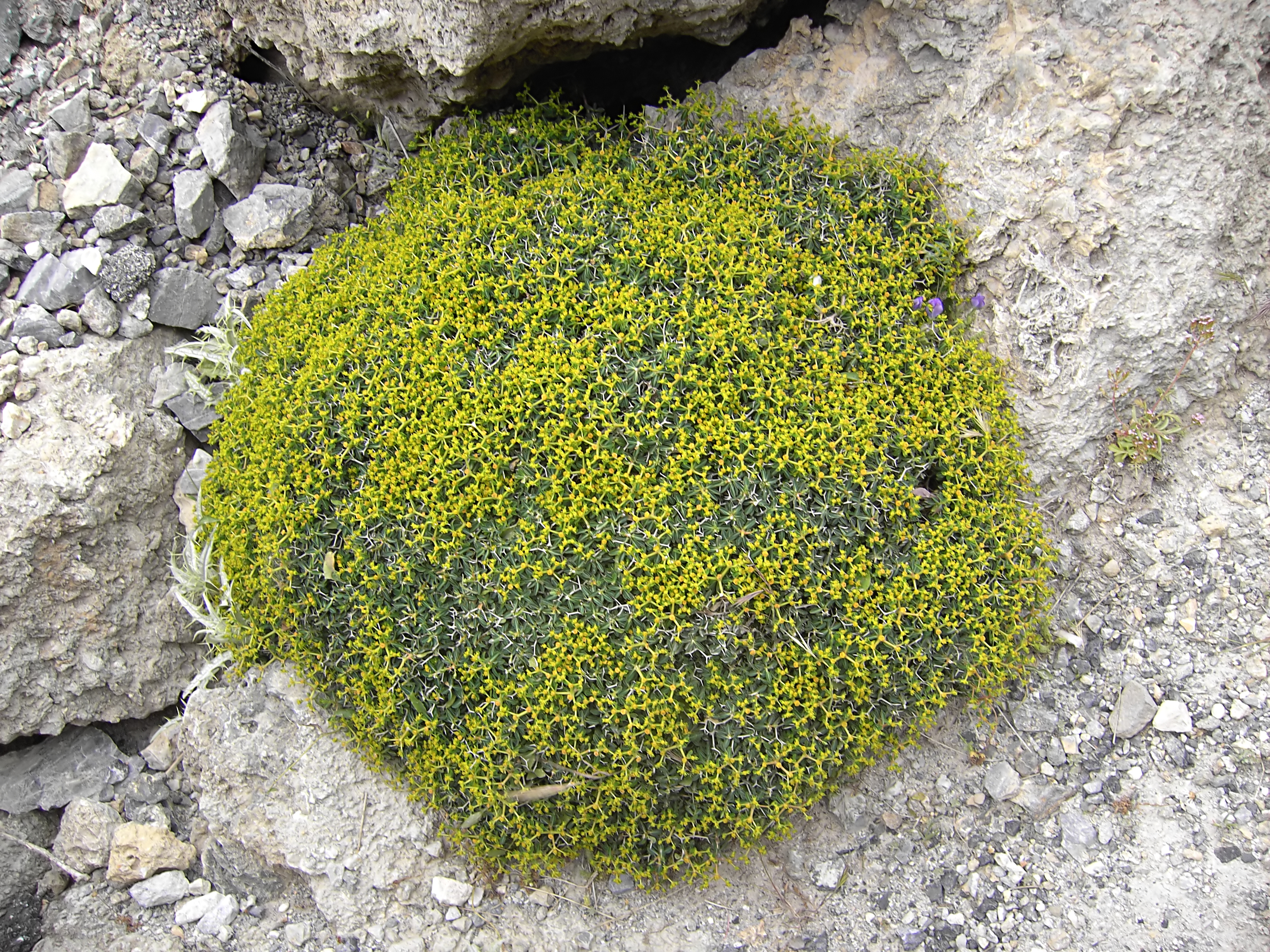
Habitus während der Anthese

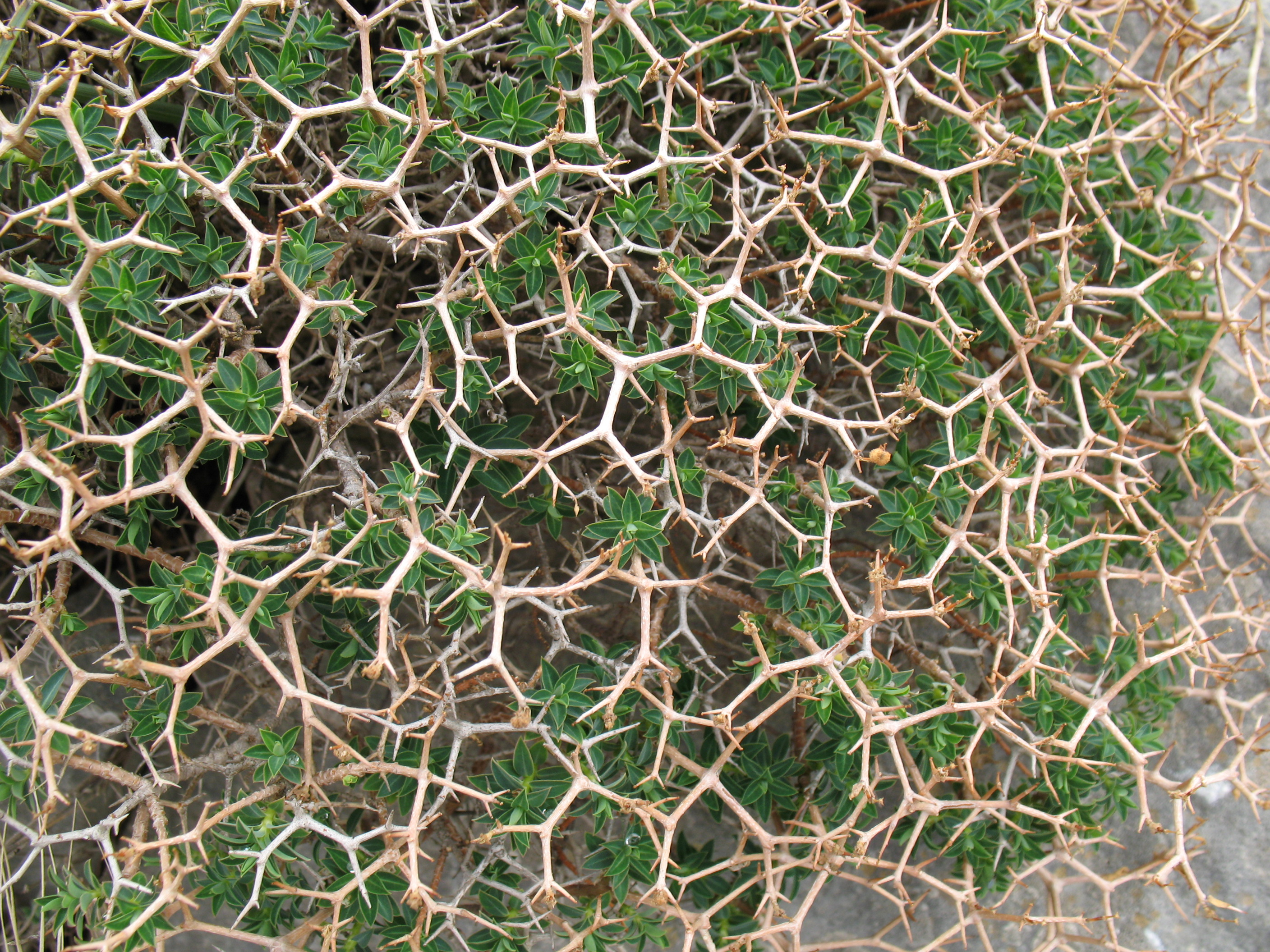
Habitus nach der Anthese

### Vegetative Merkmale
Die Dornbusch-Wolfsmilch ist ein halbkugeliger, polsterbildender, sparrig verzweigter, kahler Strauch, der Wuchshöhen von 10 bis 35 Zentimetern erreicht. Die Dornbusch-Wolfsmilch ist stark dornig durch vorjährige, abgestorbene, stechende Doldenstrahlen. Die verholzten Doldenstrahlen sind gabelig und meist fast rechtwinkelig verzweigt.
Die Laubblätter sind frisch grün, elliptisch.

### Generative Merkmale
Die Blütezeit reicht von März bis Mai. Die Dornbusch-Wolfsmilch ist einhäusig getrenntgeschlechtig (monözisch). Die Blätter am Grund der Scheindolden sind frisch grün, elliptisch. Die Scheindolden sind drei- bis fünfstrahlig. Die Hochblätter sind verkehrt-eiförmig und gelblich. Die Scheinblüten (Cyathien) setzten sich aus fünf zu einer becherförmigen Hülle verwachsenen Blättchen zusammen. An deren Rand befinden sich vier oder fünf elliptische Nektardrüsen. In ihrer Mitte befindet sich eine lang gestielte weibliche Blüte umgeben von fünf Gruppen männlicher Blüten, die jeweils aus nur einem Staubblatt gebildet sind.
Die Kapselfrucht ist dreifächerig mit kurzen zylindrischen Warzen. Die Samen sind glatt.
Die Chromosomenzahl beträgt 2n = 14.

## Vorkommen
Die Dornbusch-Wolfsmilch kommt in Griechenland, im früheren Jugoslawien, in der Türkei, auf Kreta und Inseln der Ägäis vor. Die Dornbusch-Wolfsmilch gedeiht oft in großen Beständen auf Kalkstein in der Garigue.

## Taxonomie
Die Erstbeschreibung von Euphorbia acanthothamnos erfolgte 1859 durch Pierre Edmond Boissier in Diagnoses Plantarum Orientalium Novarum nonnullis Europaeis Boreali-Africanisque additis Ser. 2, no. 4, S. 86. Er hatte aber den Namen von Theodor von Heldreich und Joseph Sartori übernommen. Ein Synonym für Euphorbia acanthothamnos Heldr. & Sartori ex Boiss. ist Tithymalus acanthothamnos (Heldr. & Sartori ex Boiss.) Soják. Das Artepitheton acanthothamnos kommt aus der altgriechischen Sprache und bedeutet „dorniger Strauch“.